# Scapania aequiloba
Scapania aequiloba là một loài rêu tản trong họ Scapaniaceae. Loài này được (Schwägr.) Dumort. miêu tả khoa học lần đầu tiên năm 1835.

## Hình ảnh

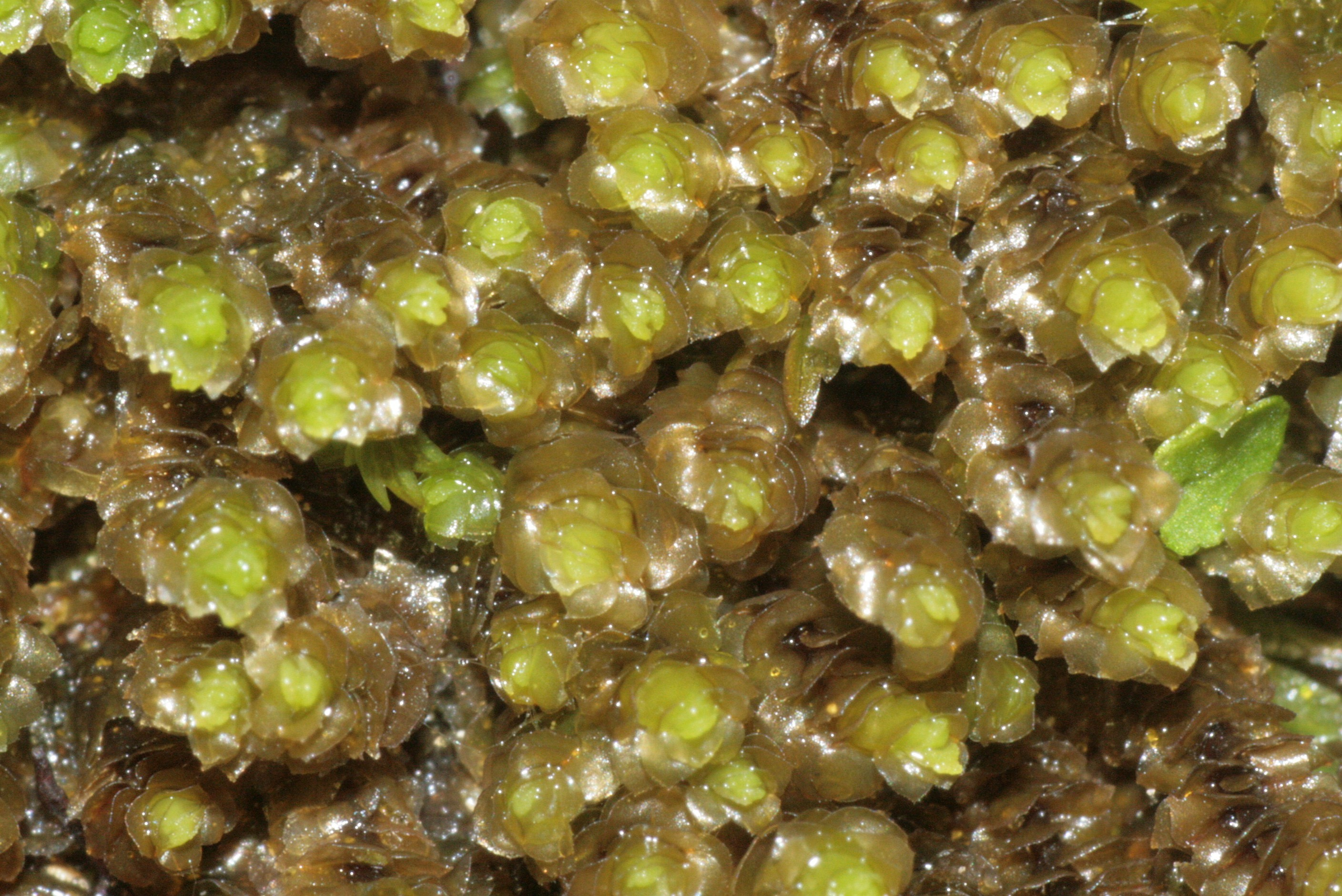
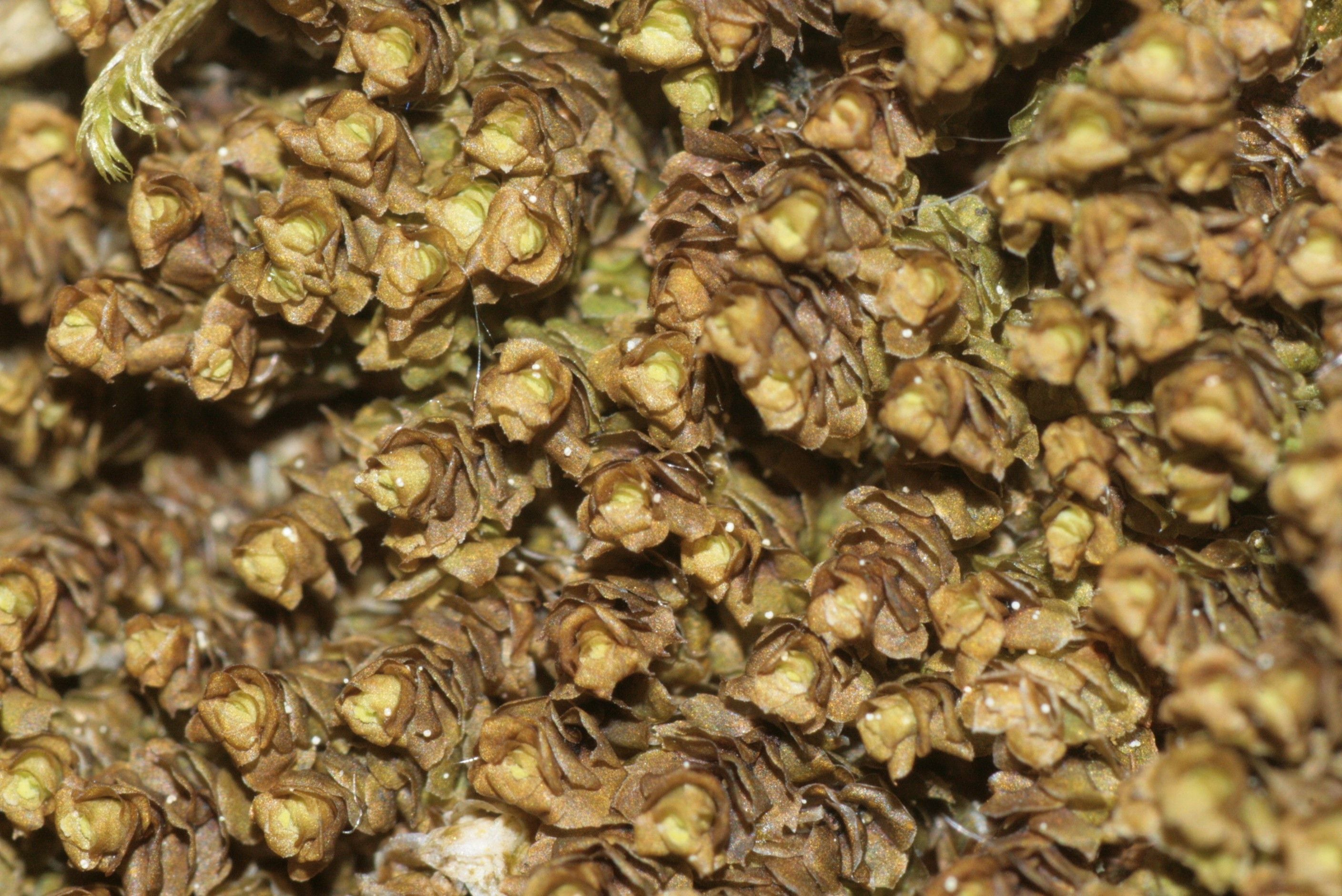
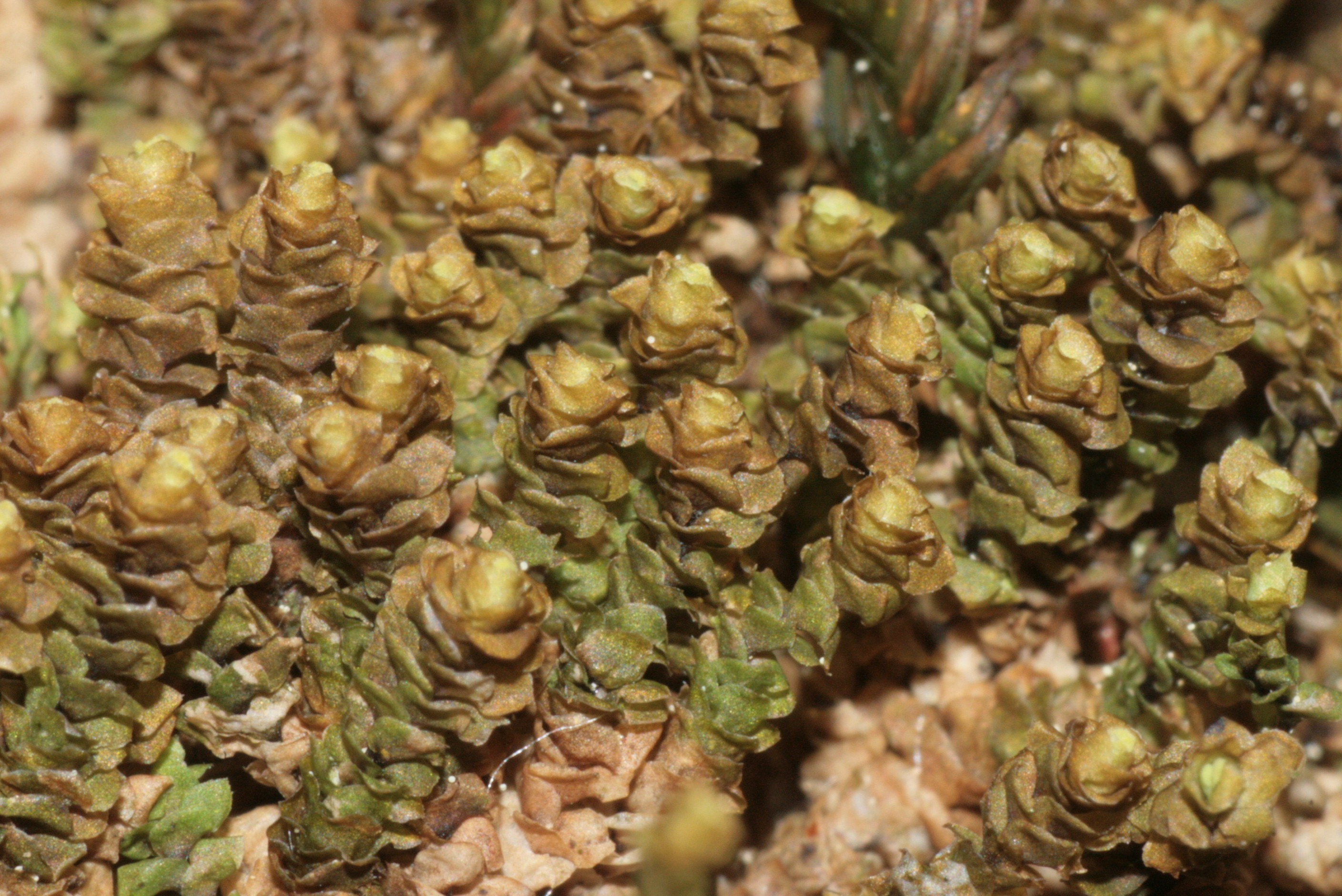
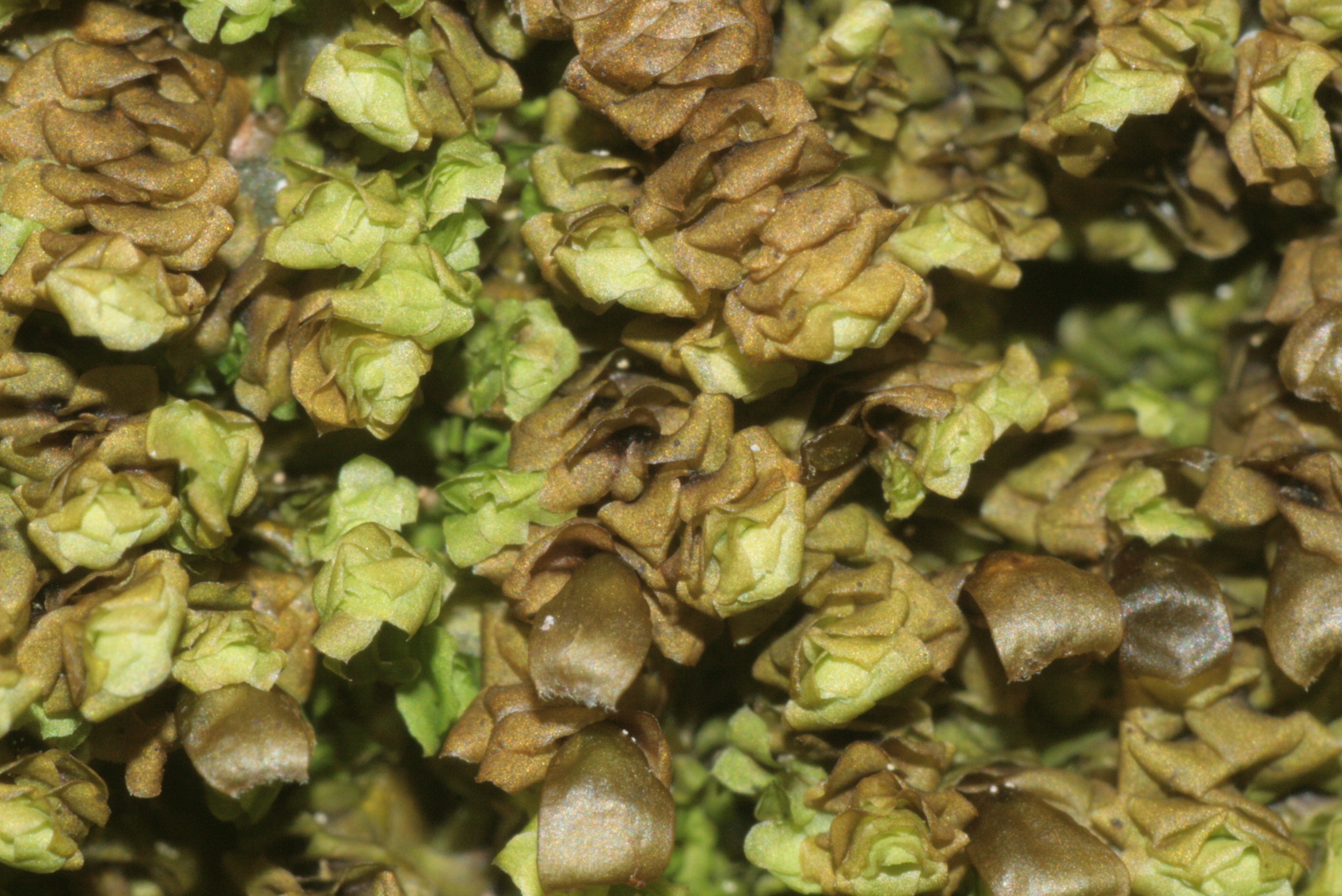